# Дірфілд (Массачусетс)
Дірфілд (англ. Deerfield) — місто (англ. town) в США, в окрузі Франклін штату Массачусетс. Населення — 5090 осіб (2020).

## Демографія
Згідно з переписом 2010 року, у місті мешкало 5125 осіб у 2053 домогосподарствах у складі 1350 родин. Було 2181 помешкання
Расовий склад населення:
| - 95,0 % — білих - 1,9 % — азіатів - 0,8 % — чорних або афроамериканців - 0,1 % — корінних американців |

До двох чи більше рас належало 1,8 %. Частка іспаномовних становила 2,6 % від усіх жителів.
За віковим діапазоном населення розподілялося таким чином: 20,9 % — особи молодші 18 років, 63,7 % — особи у віці 18—64 років, 15,4 % — особи у віці 65 років та старші. Медіана віку мешканця становила 45,1 року. На 100 осіб жіночої статі у місті припадало 95,8 чоловіків;  на 100 жінок у віці від 18 років та старших — 91,8 чоловіків також старших 18 років.
Середній дохід на одне домашнє господарство  становив 95 478 доларів США (медіана — 78 949), а середній дохід на одну сім'ю — 108 905 доларів (медіана — 97 824). Медіана доходів становила 73 605 доларів для чоловіків та 54 464 долари для жінок. За межею бідності перебувало 8,3 % осіб, у тому числі 5,3 % дітей у віці до 18 років та 5,9 % осіб у віці 65 років та старших.
Цивільне працевлаштоване населення становило 2616 осіб. Основні галузі зайнятості: освіта, охорона здоров'я та соціальна допомога — 50,6 %, виробництво — 9,4 %, роздрібна торгівля — 5,5 %, будівництво — 5,4 %.